# Megasema semiconfluens
Megasema semiconfluens är en fjärilsart som beskrevs av Barend J. Lempke 1962. Megasema semiconfluens ingår i släktet Megasema och familjen nattflyn. Inga underarter finns listade i Catalogue of Life.